# Bear Grylls

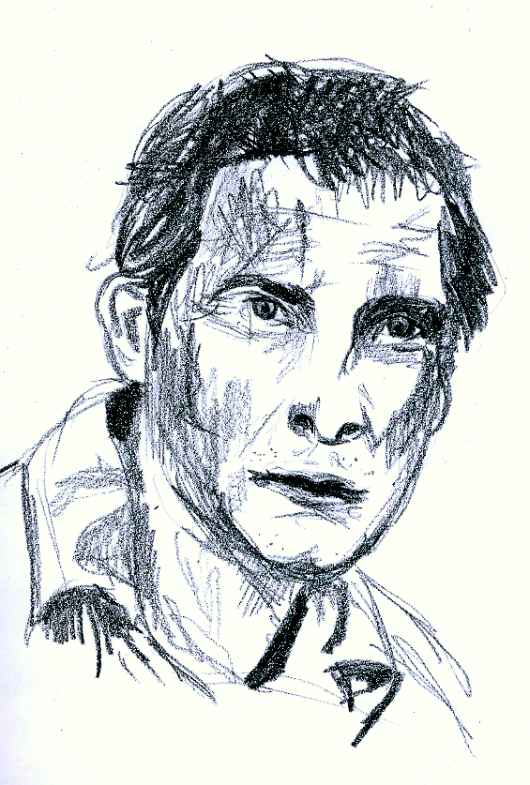
„Bear” Grylls

Edward Michael „Bear” Grylls (Donaghadee, 1974. június 7. –) brit kalandor, író, A túlélés törvényei műsorvezetője, a Brit Cserkészszövetség főcserkésze.

## Pályafutása
Sir Michael Grylls Wight szigetén nevelkedett, három évet szolgált a SAS-nél, amely a brit hadsereg különleges egysége. A katonai szolgálat során három helyen tört el a gerince egy dél-afrikai ejtőernyős baleset következtében. Balesete és súlyos sérülése ellenére Bear 1998-ban, 23 évesen, a legfiatalabb brit hegymászóként jutott fel a Csomolungma csúcsára. Ezzel kapcsolatos élményeiről a „The Kid Who Climbed Everest” (A srác, aki megmászta az Everestet) című könyvében számolt be. A fenti sikert követően Bear újabb rekordot teljesített azzal, hogy az Everestet megjárt csoport tagjaival együtt jetskivel megkerülte az Egyesült Királyságot. Elsőként szelte át egyedül a fagyos észak-atlanti óceánt egy nyitott, felfújható csónakban. Erről a kalandról írta „Facing the Frozen Ocean” (A fagyos óceánnal szemben) című könyvét, amelyet az Egyesült Királyságban az Év sportkönyvének jelöltek, a Királyi Tengerészet pedig díjat ajánlott Gryllsnek a rekordot jelentő expedíció elismeréseként. 
2005 júniusában Bear újabb világrekordot ért el, amikor 8000 méter magasban költötte el vacsoráját egy hőlégballon aljára erősített asztalon. Bear a hőlégballon kosarából ereszkedett le az asztalhoz, tengerész egyenruhában elfogyasztotta háromfogásos ebédjét, majd tisztelgett a királynőnek és ejtőernyővel földet ért. Célja két, fiatalokat támogató jótékony szervezet tevékenységének támogatása volt. 2007. május 15-én Bear újabb világrekordot állított fel, amikor motoros ernyővel elsőként repült át a Mount Everest fölött. Bear és Gilo rekordjáról a Planet Earth csoport készített felvételeket, amelyből kétórás dokumentumfilm készül majd a Discovery Channel és a brit Channel 4 tévécsatorna részére. 2007 tavaszán jelent meg Bear legújabb könyve, amelynek címe: Born Survivor: Survival Techniques From the Most Dangerous Places on Earth (Született túlélő: túlélési technikák a föld legveszélyesebb helyein). A mű már a Sunday Times top 10 bestseller listájára került.
A túlélés törvényei (eredeti címén Born Survivor: Bear Grylls, az USA-ban Man VS. Wild, Európában Ultimate Survival) című sorozat műsorvezetője, amelyben számtalan, a túléléshez szükséges túlélési technikát mutat be a legszélsőségesebb körülmények között felállított forgatási helyszíneken, a világ legkülönfélébb helyein. A sorozatot 2006-ban kezdték el forgatni, s hamar, már 2007-ben kiderült, hogy bár a stáb szándéka szerint a produkció elvileg valós helyzeteket szándékozott bemutatni, az mégsem sikerült. A leleplezés hatására a Discovery Channel arra kényszerült, hogy újravágott verzióban vetítse a sorozatot, és feliratban, valamint a narrációban is beismeri a csalást. A főszereplőt ugyanis komplett stáb kíséri a forgatásokra, szakértők készítik el számára a túléléshez szükséges eszközöket és az imitált rovarevés mellett szakácsok készítik el az étkezéseit. Hazánkban a Discovery Channel és a Discovery HD Showcase vetítette.
2009. május 17-én bejelentették, hogy Bear Grylls a Brit Cserkészszövetség új főcserkésze, Robert Baden-Powell kilencedik utódja. A tisztséget hivatalosan a 2009-es Gilwell 24 kalandtábor keretében veszi át Peter Duncantől 2009. július 11-én az észak-londoni Gilwell Parkban(en).
2010 tavaszától a Discovery Channel Ha minden kötél szakad (Worst-Case Scenario) című sorozatának műsorvezetője, amelyben olyan hétköznapi baleseteket szimulálnak, amelyek egy átlagemberrel is előfordulhatnak, és A túlélés törvényeihez hasonlóan megmutatja, hogyan élhetjük túl ezeket.

## Művei magyarul
- A vadon törvényei. A túlélés és felderítés kézikönyve; ford. Homok Szilvia; Jaffa, Bp., 2011
- Tűzön-vízen át! Életem története; ford. Rézműves László; Jaffa, Bp., 2012
- Istenek aranya. Túlélés: teljesítve; ford. Illés Róbert; Jaffa, Bp., 2012
- Az élet törvényei. Küzdd le a nehézségeket, és hozd ki magadból a legtöbbet!; ford. Rézműves László; Jaffa, Bp., 2013
- A farkas útja. Túlélés: teljesítve; ford. Illés Róbert; Jaffa, Bp., 2013
- A skorpió sivataga. Túlélés: teljesítve; ford. Illés Róbert; Jaffa, Bp., 2014
- A tigris ösvényén. Túlélés: teljesítve; ford. Illés Róbert; Jaffa, Bp., 2014
- Valódi hősök. Igaz történetek hősökről, akik soha nem adták fel; ford. Rézműves László; Jaffa, Bp., 2014
- A cápa birodalma. Túlélés teljesítve; ford. Kőszeghy Anna; Jaffa, Bp., 2015
- A krokodil karma. Túlélés teljesítve; ford. Illés Róbert; Jaffa, Bp., 2015
- Extrém ételek. Mit egyél, ha az életed múlik rajta?; ford. Rézműves László; Jaffa, Bp., 2015
- Bear Grylls–Natalie Summers: A te életed, eddz érte! Így lehetsz erős, formás és ruganyos napi 30 perc edzéssel; ford. Rézműves László; Jaffa, Bp., 2015
- Kísértetjárat; ford. Kőszeghy Anna; Jaffa, Bp., 2015
- A leopárd búvóhelye. Túlélés: teljesítve; ford. Illés Róbert; Jaffa, Bp., 2016
- Tűzangyal. A Kísértetjárat folytatása; ford. Rézműves László; Jaffa, Bp., 2016
- Bear Grylls–Kay van Beersum: A te életed – egyél érte! Élj egészségesen a nyolchetes búza- és cukormentes programmal!; fotó Emma Myrtle, Cristian Barnett, ford. Rézműves László; Jaffa, Bp., 2016
- Az orrszarvú dühe. Túlélés: teljesítve; ford. Illés Róbert; Jaffa, Bp., 2016
- Sátorozás. Túlélőkézikönyv. Tippek és trükkök a túléléshez a vadonban; ford. Czibik Márta; Gabo, Bp., 2017
- Térképek és navigáció. Túlélőkézikönyv. Tippek és trükkök a túléléshez a vadonban; ford. Czibik Márta; Gabo, Bp., 2017
- Extrém bolygó. Fedezd fel a Föld legextrémebb helyeit; ford. Czibik Márta; Gabo, Bp., 2017
- A dzsungel szelleme. Új kalandok a dzsungel könyvéből; ford. Dési András György; Jaffa, Bp., 2017
- A tájfun küldetés. Beck Granger kalandjai. Túlélés: teljesítve; ford. Illés Róbert; Jaffa, Bp., 2017
- Életben maradni. A legteljesebb túlélési tanácsadó minden elképzelhető helyzetre; ford. Dési András György; Jaffa, Bp., 2017
- A hajsza. A Kísértetjárat és a Tűzangyal folytatása; ford. Dési András György; Jaffa, Bp., 2018
- Vissza a dzsungelbe. Új kalandok a dzsungel könyvéből; ford. Rusznyák Csaba; Jaffa, Bp., 2018
- A sárkány küldetés. Beck Granger kalandjai. Túlélés: teljesítve; ford. Illés Róbert; Jaffa, Bp., 2018
- A lélek ereje. Útmutató minden napra; ford. Dési András György; Jaffa, Bp., 2019
- A raptor küldetés. Beck Granger kalandjai. Túlélés: teljesítve; ford. Rézműves László; Jaffa, Bp., 2020
- Sose add fel! Életem kalandja; ford. Kántor Tamás; Jaffa, Bp., 2022

### Bear Grylls kalandok (2019–)
Bear Grylls kalandok; Aión, Bp., 2019–
- Dzsungel kaland; ford. Benyák Barnabás; 2019
- Hóvihar kaland; ford. Katonai Rebeka, Benyák Barnabás, Botos Valentina; 2019
- Sivatagi kaland; ford. Botos Valentina; 2019
- Folyó kaland; ford. Benyák Barnabás; 2020
- Földrengés kaland; ford. Katonai Rebeka; 2020
- Tengeri kaland; ford. Katonai Rebeka; 2019
- Szafari kaland; ford. Botos Valentina; 2020
- Vulkán kaland; ford. Botos Valentina, Katonai Rebeka, Benyák Barnabás; 2020
- Hegyi kaland; ford. Katonai Rebeka; 2021
- Sarkvidéki kaland; ford. Benyák Barnabás; 2021
- Vitorlás kaland; ford. Botos Valentina; 2021
- Barlangász kaland; ford. Botos Valentina; 2021

### Lásd még
- A túlélés törvényei

### Külső hivatkozások
- Hivatalos honlap (angol)